# ヴィルトゥス (漫画)
『ヴィルトゥス』は、原作：義凡、作画：信濃川日出雄による日本の漫画。『ビッグコミックスピリッツ』（小学館）にて2008年から2009年まで連載された。単行本は全5巻で全49話（小学館ビッグコミックス）。第二部である続編の『古代ローマ格闘暗獄譚SIN』は、『月刊!スピリッツ』2009年10月号から2011年11月号まで連載され、単行本は全6巻（同）である。

## あらすじ

### 第一部
西暦185年、ローマ帝国は暴虐帝コンモドゥスの治世によって堕落しつつあった。これを憂いた愛妾マルキアは、強力な戦士であるコンモドゥスを倒すべく、ヴィルトゥスを持つ者を求め、秘術を用いて2008年、府中刑務所の運動場にいた鳴宮尊の前に出現し、その周囲にいた囚人ごとタイムスリップさせた。自分たちの状況も分からず戸惑う囚人たちは、突然コロッセウムでゲルマン戦士たちと生死をかけた戦いを強いられる。尊の力によって彼らは生き残るが、そのまま強制的に奴隷闘士にさせられ、ギリシャの孤島にある悪名高い興行主ガムラの養成所に送られる。

### 第二部
西暦188年、ローマ帝国アカエア属州アテナイで、かつてのいじめられっこの囚人だった神尾心は、「数を数える男」シンとして連戦連勝を続ける残忍極まりない格闘士となっていた。かつての仲間の目を潰してしまうほどの狂気じみた行動をするが、その後現れた格闘士レクシウスに致命的な弱点を教えられ、それまでの自身を粉砕されてしまう。しかし、思い悩んでいたところを食堂の店主ガイと出会い、悩みを打ち明け、それに対し「嫌いな人に会った事がないから強くなりたいと思ったことがない」と言うガイに対し、シンは「自分は好きな人に会った事がない。だから迷うことなく強さを求め続ける」と答えを出し、決心をする。そして、レクシウスの婚約者サリーナの処女を強姦し、激怒したレクシウスと闘技場で対決する。その勝敗の結末はいずれもシンの死に繋がるものであった。

## 登場人物
鳴宮尊（なるみや たける）
第一部の主人公。柔道世界王者。ヴィルトゥスに似た大和魂と持つとされる。普段は温厚で正義感が強いが、感情が理性で抑制できなくなると凶暴な別人格を露わにする。父親の鳴宮凱を殺した罪で服役しているが、そのことがトラウマとなり、父親の幻覚を見ることがある。父親が主催するカルト集団「整流」で生まれ育ち、その中で幼いながらも最も凶暴で父親から期待されていた。しかし、脱走した母親の命をかけた説得によって改心し、その後の10年間は一般社会で幸福に暮らす。だがある日、現れた灰島によって地下格闘イベントに連れて行かれ、母と養父を殺害され、怒り狂い父親と対決し、殺害してしまう。背中に大きな火傷の痕があるが、これは凱によってつけられた。
神尾心（かみお しん）
第二部の主人公。囚人。引きこもりだったが、フリースクールの講師を刺した（過剰防衛）ために、傷害罪で服役する。どこに行ってもいじめられる不運な少年だが、尊や仲間たちに助けられ、強くなっていく。続編『古代ローマ格闘暗獄譚SIN』では主人公となり、鳴宮尊の死後、試合では連戦連勝を続けるが、クルキスとの練習試合でそれまで抑えていた狂気を発揮し、以後関節技で相手の骨を破壊する「数を数える男」シンと呼ばれる残忍極まりない格闘士に変貌する。幼少期に継父と実母から虐待された過去など、そのトラウマ（ルサンチマン）を克服するために強者になり、自分を馬鹿にしてきた連中に「罰」を与えることに固執する。自分に親切にしてくれた相手すら憎悪の対象になる。
灰島（はいじま）
囚人。地下格闘イベント組織の元理事。職業柄、格闘技に詳しいが自身は強くない。姑息で立ち回りがうまい悪人だが、どこか憎めないところのある人物。組織が潰されたことから成宮尊を恨んでいる。第二部では、逃亡しねずみ講で巨万の富を得て貴族の位を買い、皇帝の側近にまでのし上がる。
相沢龍也（あいざわ たつや）
囚人。暴力団員。明るくやんちゃ。常に前向きな思考の持ち主で、困っている人間を放っておけない好漢だが、殺人にまったく忌避を感じない異常性も時折垣間見える。クルキスにからまれていた神尾心を助けたためにいじめられるようになったが、実は演技で、クルキスを激怒させ試合に持ち込み、戦う姿を見せることで神尾心に勇気を与えたが、ルール違反から右目を潰される。第二部では、神尾心との試合に負け、左目を抉り取られ貧民街に捨てられる。死にかけていたところを浮浪者たちに助けられ、物乞いとなるが、それまでと変わらず明るく元気にふるまう。
宮口（みやぐち）
囚人。老人だが武術の達人。若いころに成宮凱と戦い、右目を失った。第二部では、島から脱出し行方不明となるが、西暦192年のローマに現れる。
土肥（どい）
囚人。元力士で大食漢。
柳原（やなぎはら）
囚人。元バレエダンサーでオカマ。
伊藤（いとう）
囚人。息子を炎天下の車内に放置したままパチンコを打っていて死なせ、逮捕された。自責の念から石仏を彫っている。最終試験で死人となった子供に殺される。
鳴宮凱（なるみや がい）
鳴宮尊の父親。少年のように澄んだ瞳と笑顔を持つ大男で、事実、子供のように純粋だが、それゆえに自らの欲求に忠実で、人倫にもとる行為を平然と行うサイコパス。16歳で全日本学生柔道選手権に優勝し、大学入学後は左翼学生運動に身を投じたが、実は思想に関心がなく、単に殺人衝動を満たすためだけに運動に加わり、抗争のどさくさに紛れセクトの仲間、右翼を問わず学生を多数殺し、自分にあるのは右翼でも左翼でもない血に飢えた狼の牙と語る。その後、「整流」を主催し、悪逆の限りを尽くすが、発覚後に国外逃走する。その後、成人した鳴宮尊の前に再び現れるが、尊に敗れて殺される。
第二部では、なぜか生きてタイムスリップしており、アテナイで食堂の主人をしている。繁盛している店の陽気な主人で偶然出会ったシンにアドバイスをする。だが実は、昔と同じように笑顔の下僕を従え、シンが帰った後、酔いつぶれた客たちに最後の夜を迎えさせる。その後、単身西暦192年のローマに現れ、サリーナがいる娼館の用心棒となる。
コンモドゥス
ローマ帝国皇帝。政務を疎かにし、闘技に明け暮れ人心を堕落させている。自らもコロッセウムに立ち、観衆の前で猛獣や剣闘士と戦い、実力で勝利する。強力な戦士だが、傲慢で逆らう者は容赦なく殺害するために暴虐帝と呼ばれ、心ある者からは命を狙われている。鳴宮尊に興味を持つ。第二部では、公開処刑にされかかったシンを助け友人となる。
ガムラ
死人飼いと称される悪名高い興行主。台詞は関西弁で書かれている。
アキリア
ガムラの娘。気の強い少女だが、年相応の部分もある。
パリス
ガムラ配下の剣闘士で、「エーゲ海の黒豹」の異名を取る花形闘士。ナルシストでホモセクシュアル。神尾心に好意を持つ。
クルキス
ガムラ配下の剣闘士。アキリアに好意をもつ。シンに負けてから試合で連戦連敗となる。
マルキア
コンモドゥスの第一側室。グルバの力を借りて鳴宮尊たちを召喚する。コンモドゥスを心底嫌っている。
グルバ
マルキアが仕える術者の老婆。
サリーナ
アテナイの名門の娘。レクシウスの婚約者。何不自由なく育った心優しい少女だが、シンとかかわったことから破滅する。
レクシウス
名門の御曹司。容姿端麗、公正明大、スポーツ万能な非の打ち所のない若者。人生修行の一環として格闘士をしている。サリーナをめぐり、シンと対決をする。
キャス
ローマのパンクラチオン訓練所の新米格闘士。シンの後輩にあたり、周囲から孤立していたシンに近づき、冷たく拒絶されても付きまとい、次第にほっておけない存在となる。
クレアンデル
解放奴隷出身の近衛軍団長官。コンモドゥスの側近でマルキアを敵視する。

## 用語
整流
鳴宮凱が主催した、自然共生団体を隠れ蓑としたカルト教団。表向きは農業団体を装い、スーパーなどに野菜を卸しているが、裏では数百人の男女を拉致、洗脳する。男は去勢して下僕とし、女は鳴宮凱がレイプして自らのクローンを作るために妊娠させ、邪魔者は殺害した。さらに、生まれた子供は男児には自らのクローンとするため闘争のみを教え、女児は殺して死体を肥料として畑に散いていた。下僕たちは鳴宮凱の前では常に笑顔を浮かべ従順に従い、子供たちも脱走した母親を刺殺するほど完全に洗脳されていた。しかし、洗脳の解けた鳴宮尊が外に知らせたために崩壊、鳴宮凱は逃亡し、下僕たちは逮捕された。
死人
ガムラの養成所の最終試験の対戦相手である、仮面にマントを羽織った小人たち。その正体は、普段養成所の雑用をしている子供たちで、日頃の無邪気さとは別人のように凶暴になって襲いかかってくる。彼らはみな奴隷の孤児ばかりで、1人殺すごとに特典として格闘士になれる。